# DDR-Meisterschaften im Schwimmen
Die DDR-Meisterschaften im Schwimmen waren von 1950 bis 1990 ein jährlich stattfindender Wettbewerb, in dem für verschiedene Schwimm-Disziplinen ein Deutscher Meister der Deutschen Demokratischen Republik (DDR) jeweils in der Männer- und in der Frauenklasse gekürt wird. Titel werden in den Einzeldisziplinen Freistil-, Brust-, Rücken-, Schmetterling- und Lagenschwimmen sowie in den Mannschaftsdisziplinen Freistilstaffel und Lagenstaffel über verschiedene Strecken vergeben. Sie wurden vom Deutschen Schwimmsport-Verband der DDR bzw. deren Vorgänger organisiert.

## Übersicht

### Zonenmeisterschaften
Zwischen dem Ende des Zweiten Weltkrieges 1945 und der Gründung der einzelnen deutschen Staaten im geteilten Deutschland 1949 fanden Zonenmeisterschaften statt. 1947 fand eine Meisterschaft aller Besatzungszonen in Frankfurt statt. Auf dem Gebiet der sowjetischen Besatzungszone fanden 1948 und 1949 zwei Ostzonenmeisterschaften statt.
| Datum                      | Ort               | Bezeichnung               | Details |
| -------------------------- | ----------------- | ------------------------- | ------- |
| 23. bis 24. August 1947    | Frankfurt am Main | Interzonenmeisterschaften | Details |
| 10. bis 12. September 1948 | Zeitz             | Ostzonenmeisterschaften   |         |
| 5. bis 7. August 1949      | Erfurt            | Ostzonenmeisterschaften   |         |

### DDR-Meisterschaften
Während die Deutsche Demokratische Republik als Staat von 1949 bis 1990 existierte, wurden 41 DDR-Meisterschaften im Schwimmen veranstaltet.
| Nr | Datum                      | Ort                                           | Details |
| -- | -------------------------- | --------------------------------------------- | ------- |
| 1  | 4. bis 6. August 1950      | Geibeltbad Pirna                              | Details |
| 2  | 19. bis 22. Juli 1951      | Halberstadt                                   | Details |
| 3  | 10. bis 17. August 1952    | Leipzig                                       | Details |
| 4  | 15. bis 19. Juli 1953      | Leipzig                                       | Details |
| 5  | 21. bis 25. Juli 1954      | Leipzig                                       | Details |
| 6  | 20. und 21. August 1955    | Erfurt                                        | Details |
| 7  | 23. bis 26. August 1956    | Leipzig                                       | Details |
| 8  | 22. bis 25. August 1957    | Magdeburg                                     | Details |
| 9  | 7. bis 10. August 1958     | Halberstadt                                   | Details |
| 10 | 11. bis 15. August 1959    | Leipzig                                       | Details |
| 11 | 13. bis 16. August 1960    | Rostock                                       | Details |
| 12 | 11. bis 13. August 1961    | Finsterwalde                                  | Details |
| 13 | 18. bis 21. Oktober 1962   | Magdeburg                                     | Details |
| 14 | 21. bis 25. Oktober 1963   | Magdeburg                                     | Details |
| 15 | 10. bis 20. Juli 1964      | Piesteritz/Lutherstadt Wittenberg             | Details |
| 16 | 27. bis 28. September 1965 | Piesteritz/Lutherstadt Wittenberg             | Details |
| 17 | 14. bis 17. Juli 1966      | Piesteritz/Lutherstadt Wittenberg und Rostock | Details |
| 18 | (12./13.) Oktober 1967     | Berlin                                        | Details |
| 19 | 13. bis 16. August 1968    | Leipzig                                       | Details |
| 20 | 28. bis 31. August 1969    | Berlin                                        | Details |
| 21 | 8. bis 12. Juli 1970       | Brandenburg an der Havel                      | Details |
| 22 | 7. bis 11. Juli 1971       | Rostock                                       | Details |
| 23 | 8. bis 12. Juli 1972       | Leipzig                                       | Details |
| 24 | 11. bis 15. Juli 1973      | Berlin                                        | Details |
| 25 | 4. bis 8. Juli 1974        | Rostock                                       | Details |
| 26 | 6. bis 10. Juni 1975       | Priesteritz/Lutherstadt Wittenberg            | Details |
| 27 | 1. bis 5. Juni 1976        | Berlin                                        | Details |
| 28 | 6. bis 10. Juli 1977       | Leipzig                                       | Details |
| 29 | 1. bis 5. Juli 1978        | Berlin                                        | Details |
| 30 | 2. bis 5. August 1979      | Brandenburg an der Havel                      | Details |
| 31 | 24. bis 27. Mai 1980       | Magdeburg                                     | Details |
| 32 | 1. bis 5. Juli 1981        | Berlin                                        | Details |
| 33 | 26. bis 30. Mai 1982       | Erfurt                                        | Details |
| 34 | 15. bis 19. Juni 1983      | Gera                                          | Details |
| 35 | 22. bis 27. Mai 1984       | Magdeburg                                     | Details |
| 36 | 4. bis 9. Juni 1985        | Leipzig                                       | Details |
| 37 | 17. bis 22. Juni 1986      | Berlin                                        | Details |
| 38 | 16. bis 21. Juni 1987      | Erfurt                                        | Details |
| 39 | 19. bis 24. Juli 1988      | Potsdam                                       | Details |
| 40 | 13. bis 18. Juni 1989      | Magdeburg                                     | Details |
| 41 | 24. bis 27. Mai 1990       | Dresden                                       | Details |